# La Verdad (periódico trotskista)
La Verdad (La Vérité) es la primera publicación trotskista de la historia, y su primer número se publicó el 15 de agosto de 1929 en francés. Su nombre hace referencia a Pravda, que significa Verdad, y fue elegido porque los trotskistas creían que el movimiento obrero francés necesitaba "terapia de la Verdad".
Inicialmente agitada por Trotsky, ha pasado por varias fases en sus 95 años de existencia. Creado para luchar contra la burocratización del Partido Comunista Francés, se convirtió en un referencial para el movimiento obrero de ese país, siendo siempre publicado por organizaciones vinculadas al trotskismo. Durante la ocupación de Francia por la Alemania nazi, se publicó de forma clandestina, convirtiéndose en la primera publicación de la Resistencia francesa, y realizando campañas emblemáticas, como la lucha contra las deportaciones del servicio de trabajo obligatorio y el antisemitismo.
A principios de los años 1970 comenzó a publicarse en otros idiomas, como portugués, inglés y español, y en 1990 se convirtió en la Revista Teórica de la Cuarta Internacional Lambertista.

## De la Oposición Comunista a la SFIO (1929-1936)
La primera versión, en formato semanal, fue agitada por León Trotsky tras el fracaso de las discusiones que había iniciado con un grupo opositor a la dirección del Partido Comunista Francés que distribuía el periódico Contre le Courant (Contra la corriente). Trotsky se puso en contacto con Alfred Rosmer, Raymond Molinier, Pierre Barozine, Jan van Heijenoort, Pierre Frank, Pierre Naville y Gérard Rosenthal, quienes fueron a Büyükada, Estambul, donde Trotsky estaba exiliado. La intención de la publicación era reunir a los militantes comunistas que luchaban contra la dirección burocrática del PC, tanto fuera como dentro del partido.
Durante los preparativos para el lanzamiento de La Verdad, Trotsky envió una carta a la dirección de la publicación donde decía:

Su semanario se llama La Verdad. Hemos abusado lo suficiente, al igual que todos los demás. Sin embargo, es un nombre bueno y honesto. La verdad siempre es revolucionaria. Exponer a los oprimidos a la verdad de su situación es allanar el camino para la revolución.
Leon Trotsky. "Carta Abierta a la Dirección de la Verdad", 5 de agosto de 1929

En pocos meses se excluyó a los militantes que aún estaban en el PC. La Oposición de Izquierda se fortaleció aún más cuando el grupo en torno a la revista La Lutte de Classe (La lucha de clases) se reunió en enero de 1930. A finales de abril de 1930, La Verdad se convirtió en el órgano de una nueva organización política distinta del PC: la Liga Comunista. La Lutte de Classe continuó su publicación pero se convirtió en la revista teórica de la Liga Comunista.
En agosto de 1934, militantes de esta organización se unieron a la Sección Francesa de la Internacional Obrera  (SFIO) "con la bandera desplegada". La Verdad se convierte en el órgano del grupo bolchevique-leninista de la SFIO.
Durante este período en la SFIO, los bolcheviques-leninistas (BL) hicieron campaña por la construcción de la Cuarta Internacional. En el XXXII congreso de la SFIO en Mulhouse en junio de 1935, los activistas del BL se convirtieron en una gran minoría que comenzó a tener peso en los debates del partido.
En ese mismo período, el PC dio un giro de 180 grados en su política hacia los radicales y dejó de oponerse a una alianza con estos últimos y los socialistas. Los trotskistas se vuelven vergonzosos porque la SFIO tuvo que dar un voto de "amistad" a los estalinistas, con miras a crear un gobierno de Frente Popular. Por lo tanto, el grupo bolchevique-leninista fue expulsado en enero de 1936. La Verdad deja entonces de publicarse con el número 255.

## PCI y PSOP (1938-1939)
En enero de 1938, el Partido Comunista Internacionalista (PCI) comenzó a editar una revista teórica con el nombre de La Verdad, reivindicando la continuidad de la publicación de la Liga Comunista, renumerando desde el número 1, pero con la indicación de "neva serie".
En octubre de 1938, los militantes del PCI decidieron afiliarse al Partido Socialista Obrero y Campesino (PSOP) dirigido por Marceau Pivert . En junio de 1939, el PSOP excluyó del partido a los militantes trotskistas y el sexto y último número de esta serie salió en agosto de 1939.

## Clandestino (1940-1946)
A partir del 30 de agosto de 1940, los Comités franceses por la Cuarta Internacional comenzaron a publicar nuevamente La Verdad en formato periódico. Fue la primera publicación clandestina de la prensa francesa y el primer periódico de la Resistencia francesa. Marcel Hic estuvo a cargo de la publicación hasta su arresto en octubre de 1943.
Los primeros 19 números fueron mecanografiados y mimeografiados y, a partir del número 20, se imprimieron 3.000 ejemplares de cada número (excepto los números de octubre de 1942 y abril y julio de 1943). En diciembre de 1942 los Comités se unieron bajo el Partido de los Trabajadores Internacionalistas (POI). Este último se une al Comité Comunista Internacionalista (CCI) y al Grupo Octubre para formar el Partido Comunista Internacionalista (PCI) en marzo de 1944. Ambos mantienen La Verdad como su órgano oficial.
La línea política del periódico durante este período se centró en organizar la lucha contra el fascismo, el imperialismo, la guerra, las deportaciones, el racismo y el antisemitismo. Defienden la fraternidad universal, la revolución mundial y la creación de los Estados Unidos Socialistas de Europa.

### Campañas emblemáticas
Durante el período de guerra y ocupación, dos fueron las campañas más emblemáticas:

#### Contra las deportaciones delServicio del Trabajo Obligatorio
Entre los obligados a partir hacia Alemania, organizó el sabotaje de la producción de la mano de los trabajadores alemanes que luchaban contra los nazis. Organizó manifestaciones y bloqueos de trenes que transportaban deportados a la STO, como en Brest en octubre de 1942 o en Lille. A mediados de 1943, comenzaron a organizarse los más refractarios para pasar a la clandestinidad.

#### Contra elantisemitismo
Ya en el primer número, La Verdad publicó un artículo titulado Abajo el antisemitismo. Luego, en octubre de 1941, publicó El antisemitismo, la doctrina de la barbarie.  En noviembre de 1941, un artículo denunciaba la situación de los judíos en el campo de Drancy y terminaba con este llamamiento: “Camaradas, debemos organizar en todas partes la solidaridad con los judíos encarcelados. Al igual que los militantes obreros, también ellos son señalados como víctimas del fascismo. Camaradas, no podemos dejarlos morir" .
En el número 45, fechado el 20 de mayo de 1943, La Verad es el primer periódico de la Europa ocupada que denuncia la existencia del Campo de Concentración de Auschwitz, gracias a un testigo directo que se dio a la fuga. El artículo describe las condiciones de vida, la vestimenta, la higiene. . . Fue una primicia periodística tan importante que, a través de la voz del líder estalinista Fernand Grenier, se leyeron extractos de La Verdad en Radio Londres, aunque omitiendo que también hubo prisioneros alemanes en Auschwitz.

### Lucha por la legalización (1944-1946)
Cuando cayó el régimen de Vichy, los trotskistas (reunificados en marzo de 1944 bajo el nombre de Partido Comunista Internacionalista ) publicaron 73 ediciones y una docena de ediciones especiales. La Cuarta República proclamó la libertad de prensa, pero durante dos años y bajo la presión del Partido Comunista, La Verdad no se legalizó.
En un primer momento, el Ministerio de Información reconoce que el diario “cumple con todas las condiciones exigidas por la Federación de Prensa Clandestina”. Pero unas semanas después, Albert Bayet, director de la Federación de la Prensa Clandestina, rebautizada en agosto de 1944 como Federación Nacional de la Prensa Francesa (FNPF), pidió a la dirección del diario que acreditara que la publicación realizaba "... campaña a favor de Francia y sus aliados, Inglaterra, URSS, Estados Unidos, República de China, etc". Mientras tanto, L'Humanité lanza una campaña de desprestigio los trotskistas descritos como "agentes de la Gestapo ". Los trotskistas señalan amargamente "que la libertad de prensa es válida sólo para aquellos que prometen dejar intacto el mundo capitalista, responsable del fascismo y la guerra" . También están asombrados por la crueldad contra su periódico cuando su organización, el Partido Comunista Internacionalista, se legalizó el 22 de junio de 1945 . El problema esencial de esta no legalización es que A Verdade no pudo utilizar las existencias de papel que permanecieron racionadas hasta 1958 . Para eludir esta prohibición, se registra la mención "boletín interno" hasta el número 110 (mediados de febrero de 1946). La Verdad sólo logrará legalizarse en 1946.

## La división de 1952

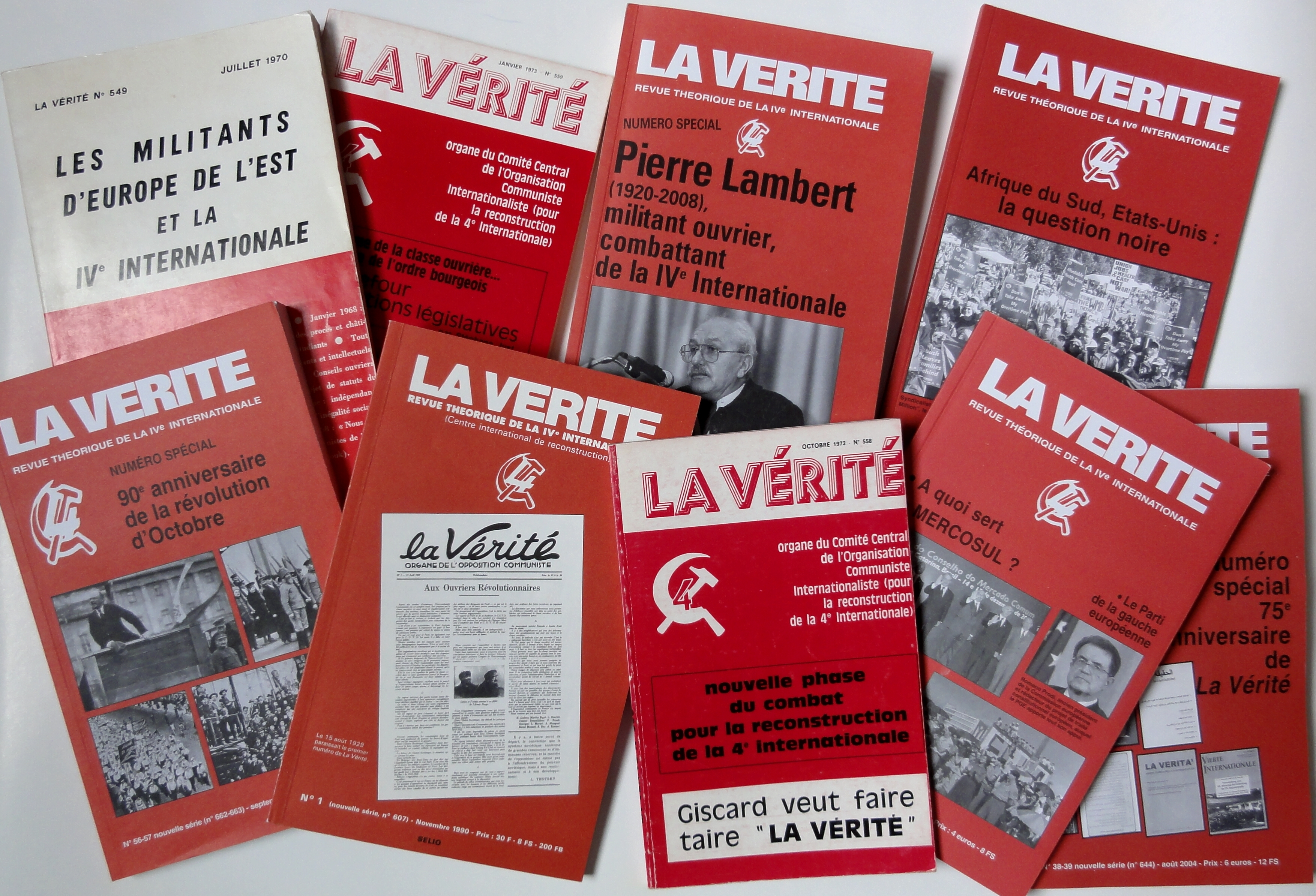
Algunas versiones de La verdad en francés desde 1970

En julio de 1952, el Partido Comunista Internacionalista sufrió la crisis más grave de su historia, cuyas repercusiones perdurarán a nivel internacional hasta el día de hoy. Dos tendencias chocaron en torno a la línea de " entrismo " en los partidos Comunista y Socialista, adoptada por el Comité Ejecutivo de la Cuarta Internacional en febrero de 1952. La mayoría del PCI, en torno a Pierre Lambert, rechazó esta decisión y fue expulsado en julio. Este grupo mantendrá la publicación de La Verdad. La minoría del PCI, en torno a Pierre Frank (miembro de la dirección europea de la Cuarta Internacional), empezó a publicar la revista A Verdade dos Trabalhadores a partir de agosto de 1952.
La mayoría del PCI, que se convertiría en Organización Comunista Internacionalista, continuaría publicando La Verdad en forma de periódico hasta noviembre de 1958 y, a partir de entonces, retomaría el formato de revista mensual.

## La lucha por la reconstrucción de la Internacional
El 16 de noviembre de 1953, el Comité Nacional del Partido Socialista de los Trabajadores (SWP) de EE. UU . publica Una carta a los trotskistas de todo el mundo  y organiza la formación del Comité Internacional de la Cuarta Internacional (CICI) junto con militantes de Irlanda y Argentina, con el PCI francés y con secciones enteras de China y Austria .
En 1966, el CICI organiza su tercera Conferencia y adopta como resolución la Reconstrucción de la Cuarta Internacional, repartiéndose entre sus miembros una serie de tareas para lograr esta hazaña.
En julio de 1972, la CIQI realizó una conferencia internacional, reuniendo, además de la Organización Comunista Internacionalista, otras organizaciones trotskistas de Europa del Este y América Latina, en particular la Política Obrera de Argentina, dirigida por Jorge Altamira, el Partido Obrero Revolucionario de Bolivia., liderado por Guilhermo Lora y el Grupo Octubre do Brasil . Esta Conferencia fundó el Comité Organizador para la Reconstrucción de la Cuarta Internacional  (CORCI).
En sus resoluciones, el CICI reconoció la dispersión organizativa y teórica de las secciones de la Cuarta Internacional. CORCI fue más allá de esta observación, argumentando que la razón central de esta dispersión era la falta de un órgano rector internacional de la IC, proponiendo la construcción de este liderazgo internacional a partir de la representación de organismos nacionales cuyo común acuerdo era el Programa de Transición . Con el objetivo de unificar la formulación teórica en todos los apartados, en noviembre de 1990, La Verdad se convierte en la Revista Teórica de la Cuarta Internacional, renumerando nuevamente al número 1 y comenzando a ser traducida a varios idiomas (entre ellos portugués y español) y distribuidos por varias organizaciones alrededor del mundo.

## Línea del tiempo
La Verdad ha tenido varios subtítulos a lo largo del tiempo. A continuación se muestra la cronología de cada uno de ellos: